# 영국의 제국관

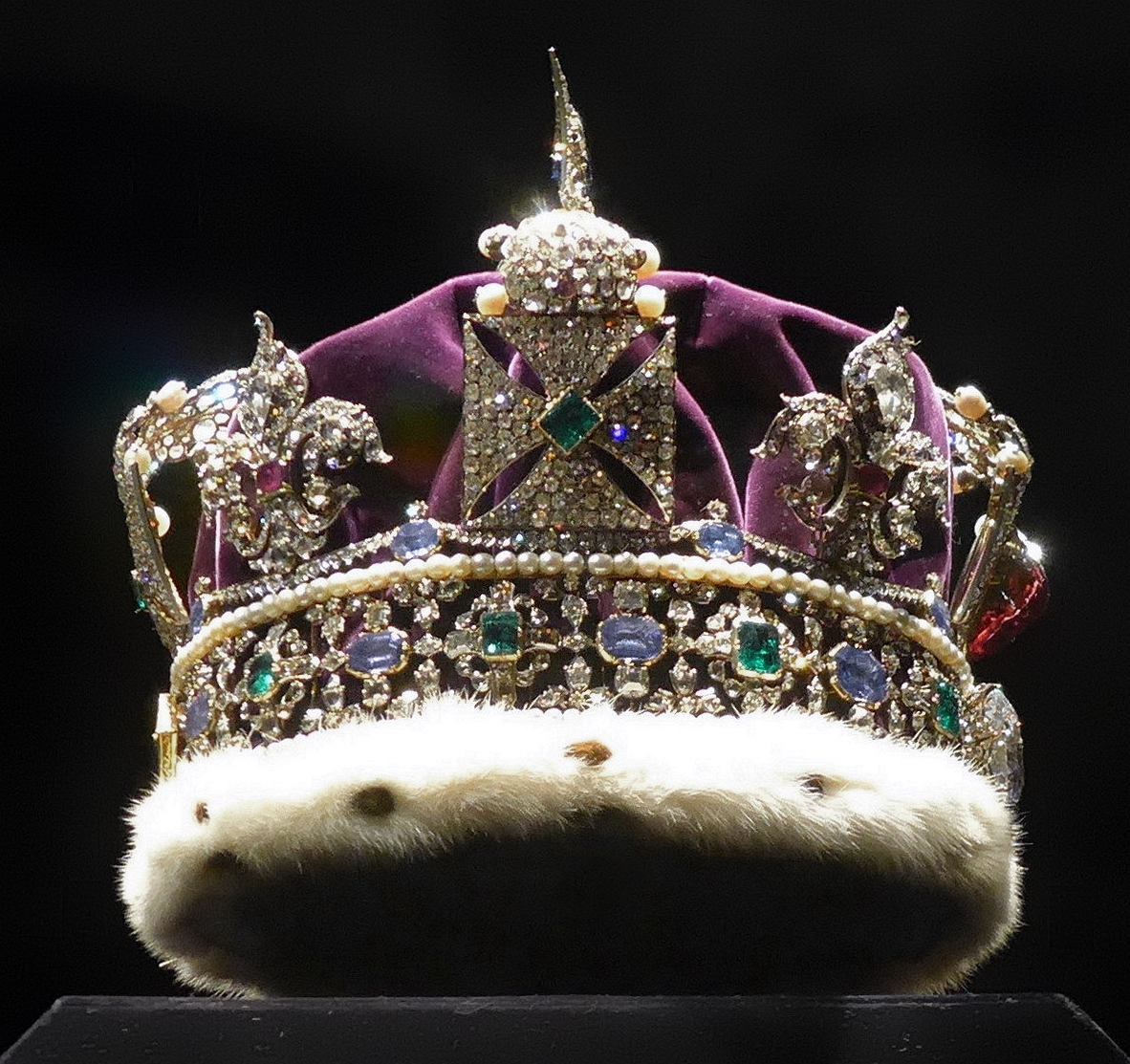

제국관(the Imperial State Crown)은 영국의 대관보기 중 하나인 보관으로, 영국 군주의 주권을 상징한다. 영국 군주는 대관식에서 에드워드 참회왕의 관을 쓰고 대관식 이후로는 제국관을 사용한다. 매년 의회 개회식에 나올 때도 제국관을 쓰고 나온다.
15세기에 처음 사용되기 시작하여 다양한 보관이 제국관으로 사용되었다. 현재 사용되는 것은 1937년 만들어진 것으로 세계에서 두 번째로 큰 클리어컷 금강석인 컬리넌 2호를 비롯한 보석 2,901개가 박혀 있다.